# 브랜든 하몬드
브랜던 해먼드(Brandon Hammond, 1984년 2월 6일 ~ )는 미국의 배우이다.
배턴루지에서 태어났다.

## 출연 작품

### 영화
- 사회에의 위협 (1993)
- 스트레인지 데이즈 (1995)
- 사랑을 기다리며 (1995)
- 화성 침공 (1996) - 네빌 윌리엄스 역
- 스페이스 잼 (1996)
- 더 팬 (1996) - 숀 레이번 역
- 쏘울 푸드 (1997)
- Blue Hill Avenue (2001) - 영 E. 본 역
- Our America (2002) - 로이드 역

### 텔레비전
- 닥터 퀸 (1996-98)